# 經濟部水利署水利規劃分署
經濟部水利署水利規劃分署（簡稱水利規劃分署）為中華民國經濟部水利署的所屬機關，透過規劃水利政策、導引水利技術研發、執行重大水利建設規劃試驗、建置與分享完整台灣水利知識庫。

## 沿革
- 1967年，臺灣省政府水利局成立「臺灣省水利局河川治理規劃總隊」，主要業務為辦理台灣省主、次要河川治理規劃工作。
- 1978年，改制為「臺灣省水利局規劃總隊」，主要職掌擴大為辦理全省水資源工程規劃調查及試驗工作。
- 1998年，改組為「臺灣省水利規劃試驗所」，隸屬於台灣省政府水利處，為台灣省政府二級機關。
- 1999年因精省，隨水利局改制而更名為「經濟部水利處水利規劃試驗所」。
- 2002年3月28日，隨經濟部水利處升格為經濟部水利署而更名為「經濟部水利署水利規劃試驗所」。
- 2023年9月26日，隨經濟部水利署組織調整更名為「經濟部水利署水利規劃分署」。

## 組織
- 分署長
  - 副分署長

行政單位
- 秘書室
- 主計室
- 人事室
- 政風室

技術單位
- 技發科
- 水源科
- 河海科
- 排水科
- 試驗科

## 外部連結
- 經濟部水利署水利規劃分署